# Curimatella
Genre
Curimatella est un genre de poissons téléostéens de la famille des Curimatidae et de l'ordre des Characiformes.

## Liste d'espèces
Selon FishBase (17 juin 2015):
- Curimatella alburna (Müller & Troschel, 1844)
- Curimatella dorsalis (Eigenmann & Eigenmann, 1889)
- Curimatella immaculata (Fernández-Yépez, 1948)
- Curimatella lepidura (Eigenmann & Eigenmann, 1889)
- Curimatella meyeri (Steindachner, 1882)